# ディアブラス・バルセロナ
ディアブラス・バルセロナ（カタルーニャ語: Diables Barcelona）は、スペインのバルセロナを本拠地とするラグビーユニオンチーム。2023シーズンは南アフリカのカリーカップ（2部）に所属。

## 概要
国際プロリーグに参加するためのフランチャイズとして2021年に創設。
スコッドには、南アフリカとアイルランドの選手が多く含まれる。
「ディアブラ（diable）」はカタルーニャ語で「悪魔」の意味で、スペイン語の「ディアブロ（diablo）」や英語の「デヴィル（devil）」に相当する。

## 歴史
2021年11月、チーム結成後の初試合として、南アフリカ共和国ブルームフォンテーンのフリーステイト・スタジアムで開催されたトヨタチャレンジに出場した。試合はホストチームのチーターズに15-99で敗れた。
2023シーズンは、南アフリカの国内リーグであるカリーカップ・ファーストディビジョン（2部リーグ）に参戦する。